# ناش إنترتينمنت
ناش إنترتينمنت (بالإنجليزية: Nash Entertainment) هي شركة إنتاج تلفزيون واقع أمريكية، أسسها بروس ناش عام 1994. يقع مقرها في استوديوهات صن سيت غاور في هوليوود، كاليفورنيا. تضم الشركة 14 موظفًا وحوالي 250 موظفًا إنتاجيًا.

## وصلات خارجية
- الموقع الرسمي